# 青森県第3区
青森県第3区（あおもりけんだい3く）は、日本の衆議院議員総選挙における選挙区。1994年（平成6年）の公職選挙法改正で設置。

## 区域

### 現在の区域
2017年（平成29年）公職選挙法改正以降の区域は以下のとおりである。2017年の区割変更で4区が廃止されたことに伴い、旧4区に五所川原市と北津軽郡を加えた区域となっている。一方、旧3区の区域は2区へ編入された。
- 弘前市
- 黒石市
- 五所川原市
- つがる市
- 平川市
- 西津軽郡
- 中津軽郡
- 南津軽郡
- 北津軽郡

### 2013年から2017年までの区域
2013年（平成25年）公職選挙法改正から2017年の小選挙区改定までの区域は以下のとおりである。（区割り変更で五戸町は2区へ ※旧区域2）
- 八戸市
- 三戸郡
  - 三戸町
  - 田子町
  - 南部町
  - 階上町
  - 新郷村

### 2013年以前の区域
1994年（平成6年）公職選挙法改正から2013年の小選挙区改定までの区域は以下のとおりである。（※旧区域1）
- 八戸市
- 三戸郡

## 歴史
中選挙区時代の旧1区は、現1区うちの東青地区・現2区の上北/下北地区・現3区の三八地区（八戸市・三戸郡）が選挙区域で、そこから4人が選ばれていた。東青では津島雄二・竹中修一の他に革新系候補、三八上北では田名部匡省と大島理森らが立候補していた。そのうち八戸地区では、田名部と大島が地区を二分する選挙戦を行っていた（通称・八戸戦争）。政治改革が焦点となった1993年に、田名部匡省は自由民主党を離脱。
小選挙区制の導入後も、互いに立候補者の空白地帯の2区へ鞍替えをせずに一騎討ちを繰り広げる。1996年、小選挙区制での初選挙では大島が勝利。落選した田名部は、参議院（青森県選挙区）へ鞍替えする。その後は田名部の次女匡代が父の後継として出馬しており、八戸を二分する状況が続いた。この対立構図は単純な政党間の構図にとどまらず、市長選挙など八戸市政に関わる選挙でも事実上市を二分する状況に持ち込まれており、いわば当選挙区候補者の代理戦争の様相を呈していた。
匡省の参議院転出後も大島が匡代に大差で勝利する構図が続いていたが、2005年の第44回衆議院議員総選挙で郵政解散による自民党への追い風の中匡代が比例復活当選を果たすと、2009年の第45回衆議院議員総選挙では自由民主党国会対策委員長だった大島に367票差まで詰め寄り、比例復活で連続当選した。なお当時は自民党への猛烈な逆風が吹いており、一部メディアでは開票終了前に大島の選挙区落選が伝えられ、大島は支持者に向けてお詫び会見を開いたが、後にこれは誤報と判明した。選挙後、大島は自由民主党幹事長に就任。
2012年の第46回衆議院議員総選挙では一転して大島が2万8千票以上の大差をつけて10選し、田名部は比例復活もできずに落選した。2014年の第47回衆議院議員総選挙でも大島が田名部を再び下し11選、田名部はまたしても比例復活できず落選した。翌2015年に大島は町村信孝の逝去に伴い、後任の衆議院議長に就任した。
2017年の第48回衆議院議員総選挙からは区割りが変更され、3区はそのまま新たな2区に移行。青森市の旧浪岡町域を除いた4区の大部分が新たな3区として実施されることとなった。結果、4区前職だった木村太郎の弟である次郎が大差で当選、2021年の第49回衆議院議員総選挙も次郎が大勝とここまでは自民党の候補以外比例復活すらできない戦いが続いていた。
しかし、2024年の第50回衆議院議員総選挙を前に次郎は2018年からの5年間で派閥から受けていた計236万円のキックバックを政治資金収支報告書に記載されてなかった事実が発覚（政治資金パーティー収入の裏金問題）。これを受けて党は次郎に対して非公認等の処分はしなかったものの、石破茂総裁の判断により選挙戦での比例東北ブロックとの重複立候補を認められなかった。さらに2023年の青森県知事選は前年の弘前市長選に続く保守分裂選挙となり、自身が支持した前青森市長の小野寺晃彦が前むつ市長の宮下宗一郎にダブルスコアで敗北。選挙期間中には八戸市での演説を巡って「中立」の立場だった2区選出の神田潤一と「一悶着」を繰り広げる場面もあり、選挙後も地方議員や支援者との間に遺恨が残った。加えて秘書へのパワハラも発覚するなど次第に逆風要素が強まっていった。また、伊吹文明の元秘書である其田寿一が出馬したことで保守票が流出した側面もあり、次郎は7万票余りを獲得したものの議席を失い、中選挙区時代の旧2区で1986年に初当選した父木村守男から40年近くにわたって続いた所謂「木村王国」は崩壊した。代わって、立憲民主党の新人である岡田華子が初挑戦で初当選を果たし3区では新旧区割りを通じて初の非自民の議員のみならず衆議院では青森県内初の小選挙区選出女性議員となった。

## 小選挙区選出議員
| 選挙名                 | 年                 | 当選者   | 党派       | 区域    |
| ---------------------- | ------------------ | -------- | ---------- | ------- |
| 第41回衆議院議員総選挙 | 1996年（平成8年）  | 大島理森 | 自由民主党 | 旧区域1 |
| 第42回衆議院議員総選挙 | 2000年（平成12年） | 大島理森 | 自由民主党 | 旧区域1 |
| 第43回衆議院議員総選挙 | 2003年（平成15年） | 大島理森 | 自由民主党 | 旧区域1 |
| 第44回衆議院議員総選挙 | 2005年（平成17年） | 大島理森 | 自由民主党 | 旧区域1 |
| 第45回衆議院議員総選挙 | 2009年（平成21年） | 大島理森 | 自由民主党 | 旧区域1 |
| 第46回衆議院議員総選挙 | 2012年（平成24年） | 大島理森 | 自由民主党 | 旧区域1 |
| 第47回衆議院議員総選挙 | 2014年（平成26年） | 大島理森 | 自由民主党 | 旧区域2 |
| 第48回衆議院議員総選挙 | 2017年（平成29年） | 木村次郎 | 自由民主党 |         |
| 第49回衆議院議員総選挙 | 2021年（令和3年）  | 木村次郎 | 自由民主党 |         |
| 第50回衆議院議員総選挙 | 2024年（令和6年）  | 岡田華子 | 立憲民主党 |         |

## 選挙結果
時の内閣：第1次石破内閣 解散日：2024年10月9日 公示日：2024年10月15日
当日有権者数：33万2270人 最終投票率：53.66%（前回比：0.37%） （全国投票率：53.85%（2.08%））
| 当落 | 候補者名 | 年齢 | 所属党派     | 新旧 | 得票数   | 得票率 | 惜敗率 | 推薦・支持 | 重複 |
| ---- | -------- | ---- | ------------ | ---- | -------- | ------ | ------ | ---------- | ---- |
| 当   | 岡田華子 | 44   | 立憲民主党   | 新   | 86,593票 | 49.56% | ――     |            | ○    |
|      | 木村次郎 | 56   | 自由民主党   | 前   | 73,848票 | 42.27% | 85.28% | 公明党推薦 |      |
|      | 長坂淳也 | 48   | 日本維新の会 | 新   | 7,747票  | 4.43%  | 8.95%  |            | ○    |
|      | 其田寿一 | 38   | 無所属       | 新   | 6,531票  | 3.74%  | 7.54%  |            | ×    |

時の内閣：第1次岸田内閣 解散日：2021年10月14日 公示日：2021年10月19日
当日有権者数：34万7625人 最終投票率：53.29%（前回比：2.73%） （全国投票率：55.93%（2.25%））
| 当落 | 候補者名 | 年齢 | 所属党派   | 新旧 | 得票数    | 得票率 | 惜敗率 | 推薦・支持 | 重複 |
| ---- | -------- | ---- | ---------- | ---- | --------- | ------ | ------ | ---------- | ---- |
| 当   | 木村次郎 | 53   | 自由民主党 | 前   | 118,230票 | 64.95% | ――     | 公明党推薦 | ○    |
|      | 山内崇   | 66   | 立憲民主党 | 新   | 63,796票  | 35.05% | 53.96% |            | ○    |

時の内閣：第3次安倍第3次改造内閣 解散日：2017年9月28日 公示日：2017年10月10日
当日有権者数：36万4978人 最終投票率：56.02%（前回比：7.15%） （全国投票率：53.68%（1.02%））
| 当落 | 候補者名 | 年齢 | 所属党派   | 新旧 | 得票数    | 得票率 | 惜敗率 | 推薦・支持 | 重複 |
| ---- | -------- | ---- | ---------- | ---- | --------- | ------ | ------ | ---------- | ---- |
| 当   | 木村次郎 | 49   | 自由民主党 | 新   | 128,740票 | 64.22% | ――     | 公明党     | ○    |
|      | 山内崇   | 62   | 希望の党   | 新   | 51,096票  | 25.49% | 39.69% |            | ○    |
|      | 高柳博明 | 47   | 日本共産党 | 新   | 16,510票  | 8.24%  | 12.82% |            |      |
|      | 三國佑貴 | 32   | 幸福実現党 | 新   | 4,115票   | 2.05%  | 3.20%  |            |      |

- 山内は第47回は青森4区から立候補するが落選。また2011年青森県知事選挙に無所属で立候補するも落選。

時の内閣：第2次安倍改造内閣 解散日：2014年11月21日 公示日：2014年12月2日
当日有権者数：24万1145人 最終投票率：48.87%（前回比：6.01%） （全国投票率：52.66%（6.66%））
| 当落 | 候補者名   | 年齢 | 所属党派   | 新旧 | 得票数   | 得票率 | 惜敗率 | 推薦・支持 | 重複 |
| ---- | ---------- | ---- | ---------- | ---- | -------- | ------ | ------ | ---------- | ---- |
| 当   | 大島理森   | 68   | 自由民主党 | 前   | 59,280票 | 51.22% | ――     | 公明党     | ○    |
|      | 田名部匡代 | 45   | 民主党     | 元   | 49,142票 | 42.46% | 82.90% |            | ○    |
|      | 松橋三夫   | 65   | 日本共産党 | 新   | 7,311票  | 6.32%  | 12.33% |            |      |

- 田名部はその後、第24回参議院議員通常選挙に青森県選挙区より立候補し、当選。

時の内閣：野田第3次改造内閣 解散日：2012年11月16日 公示日：2012年12月4日
当日有権者数：25万9111人 最終投票率：54.88%（前回比：15.51%） （全国投票率：59.32%（9.96%））
| 当落 | 候補者名   | 年齢 | 所属党派     | 新旧 | 得票数   | 得票率 | 惜敗率 | 推薦・支持 | 重複 |
| ---- | ---------- | ---- | ------------ | ---- | -------- | ------ | ------ | ---------- | ---- |
| 当   | 大島理森   | 66   | 自由民主党   | 前   | 74,946票 | 53.69% | ――     | 公明党     | ○    |
|      | 田名部匡代 | 43   | 民主党       | 前   | 46,184票 | 33.08% | 61.62% |            | ○    |
|      | 山内卓     | 34   | 日本未来の党 | 新   | 12,878票 | 9.22%  | 17.18% |            | ○    |
|      | 松橋三夫   | 63   | 日本共産党   | 新   | 5,593票  | 4.01%  | 7.46%  |            |      |

時の内閣：麻生内閣 解散日：2009年7月21日 公示日：2009年8月18日
当日有権者数：26万2246人 最終投票率：70.39%（前回比：5.15%） （全国投票率：69.28%（1.77%））
| 当落 | 候補者名   | 年齢 | 所属党派   | 新旧 | 得票数   | 得票率 | 惜敗率 | 推薦・支持 | 重複 |
| ---- | ---------- | ---- | ---------- | ---- | -------- | ------ | ------ | ---------- | ---- |
| 当   | 大島理森   | 62   | 自由民主党 | 前   | 90,176票 | 49.48% | ――     |            | ○    |
| 比当 | 田名部匡代 | 40   | 民主党     | 前   | 89,809票 | 49.28% | 99.59% |            | ○    |
|      | 中西修二   | 62   | 幸福実現党 | 新   | 2,249票  | 1.23%  | 2.49%  |            |      |

時の内閣：第2次小泉改造内閣 解散日：2005年8月8日 公示日：2005年8月30日
当日有権者数：26万6082人 最終投票率：65.24%（前回比：3.32%） （全国投票率：67.51%（7.65%））
| 当落 | 候補者名   | 年齢 | 所属党派   | 新旧 | 得票数   | 得票率 | 惜敗率 | 推薦・支持 | 重複 |
| ---- | ---------- | ---- | ---------- | ---- | -------- | ------ | ------ | ---------- | ---- |
| 当   | 大島理森   | 59   | 自由民主党 | 前   | 90,925票 | 53.10% | ――     |            | ○    |
| 比当 | 田名部匡代 | 36   | 民主党     | 元   | 73,846票 | 43.13% | 81.22% |            | ○    |
|      | 松橋三夫   | 56   | 日本共産党 | 新   | 6,450票  | 3.77%  | 7.09%  |            |      |

時の内閣：第1次小泉第2次改造内閣 解散日：2003年10月10日 公示日：2003年10月28日
当日有権者数：26万6344人 最終投票率：61.92%（前回比：1.81%） （全国投票率：59.86%（2.63%））
| 当落 | 候補者名   | 年齢 | 所属党派   | 新旧 | 得票数   | 得票率 | 惜敗率 | 推薦・支持 | 重複 |
| ---- | ---------- | ---- | ---------- | ---- | -------- | ------ | ------ | ---------- | ---- |
| 当   | 大島理森   | 57   | 自由民主党 | 前   | 86,909票 | 53.49% | ――     |            |      |
|      | 田名部匡代 | 34   | 民主党     | 前   | 70,275票 | 43.25% | 80.86% |            | ○    |
|      | 松橋三夫   | 54   | 日本共産党 | 新   | 5,284票  | 3.25%  | 6.08%  |            |      |

- 田名部は、惜敗率0.1ポイント差で復活当選ができなかった。

時の内閣：第1次森内閣 解散日：2000年6月2日 公示日：2000年6月13日
当日有権者数：26万3867人 最終投票率：63.73%（前回比：8.09%） （全国投票率：62.49%（2.84%））
| 当落 | 候補者名   | 年齢 | 所属党派   | 新旧 | 得票数   | 得票率 | 惜敗率 | 推薦・支持 | 重複 |
| ---- | ---------- | ---- | ---------- | ---- | -------- | ------ | ------ | ---------- | ---- |
| 当   | 大島理森   | 53   | 自由民主党 | 前   | 93,602票 | 56.61% | ――     |            |      |
|      | 田名部匡代 | 30   | 民主党     | 新   | 64,203票 | 38.83% | 68.59% |            | ○    |
|      | 松橋三夫   | 50   | 日本共産党 | 新   | 7,540票  | 4.56%  | 8.06%  |            |      |

- 田名部は、比例東北ブロック単独で出馬し当選していた日野市朗が死去したことにより2003年に比例繰り上げ当選を果たした。しかし、わずか3ヶ月後に衆議院解散となる。

時の内閣：第1次橋本内閣 解散日：1996年9月27日 公示日：1996年10月8日
当日有権者数：25万9186人 最終投票率：71.82% （全国投票率：59.65%（8.11%））
| 当落 | 候補者名   | 年齢 | 所属党派   | 新旧 | 得票数   | 得票率 | 惜敗率 | 推薦・支持 | 重複 |
| ---- | ---------- | ---- | ---------- | ---- | -------- | ------ | ------ | ---------- | ---- |
| 当   | 大島理森   | 50   | 自由民主党 | 前   | 96,628票 | 52.46% | ――     |            |      |
|      | 田名部匡省 | 61   | 新進党     | 前   | 81,460票 | 44.22% | 84.30% |            |      |
|      | 松橋三夫   | 47   | 日本共産党 | 新   | 6,119票  | 3.32%  | 6.33%  |            |      |

- 田名部は、この選挙での落選後、1998年の参議院選挙に立候補し当選。同時に、青森の旧新進党系の議員とともに、地域政党「県民協会」を発足させた。1999年には、椎名素夫らとともに無所属の会を結成し、初代代表となった。その後、県民協会のメンバーの多くが自民入りし、県民協会は衰退。2004年に、県民協会ごと民主党入りし、同年の参議院選挙に当選した。